# Tricentrogyna subfuscicosta
Tricentrogyna subfuscicosta är en fjärilsart som beskrevs av Louis Beethoven Prout 1911. Tricentrogyna subfuscicosta ingår i släktet Tricentrogyna och familjen mätare. Inga underarter finns listade i Catalogue of Life.